# 秦康之
秦 康之（はた やすゆき、1967年〈昭和42年〉2月21日 - ）は、日本の厚生・環境技官。

## 来歴
広島県江田島市生まれ。小学生の時に広島市へ引っ越し、修道高等学校を経て、1990年（平成2年）3月、京都大学工学部を卒業。同年4月、厚生省に入省し、生活衛生局水道環境部環境整備課産業廃棄物対策室に配属。
その後、総合環境政策局総務課環境研究技術室長、岐阜県環境生活部次長、同部長、地球環境局国際連携課国際地球温暖化対策室長、環境省大臣官房参事官、水・大気環境局放射性物質汚染対策担当参事官、同局土壌環境課長、内閣官房内閣参事官（内閣総務官室）、環境省大臣官房環境計画課長、地球環境局総務課長、環境省大臣官房総務課長などを歴任。
2021年（令和3年）7月1日、福島地方環境事務所長に就任。在任中、新型コロナウイルス感染症の流行に伴う除染作業員の感染対策にあたった。
2022年（令和4年）7月1日、水・大気環境局長に就任。
2023年（令和5年）7月1日、地球環境局長に就任。
2024年（令和6年）7月1日、総合環境政策統括官に就任。
2025年（令和7年）7月1日、大臣官房長に就任。